# Disparomitus neavei
Disparomitus neavei är en insektsart som beskrevs av Douglas E. Kimmins 1949. Disparomitus neavei ingår i släktet Disparomitus och familjen fjärilsländor. Inga underarter finns listade i Catalogue of Life.